# 蔦松
蔦松，是臺灣臺南市永康區的一個傳統地域名稱，位於該區中北部。相較於今日行政區，其範圍大致包括蔦松里不含西部及東北端、三民里南部中段、鹽行里東南端。
本地區境內主要聚落為蔦松。蔦松文化的命名出自此地。

## 名稱由來
早年因庄內有多株雀榕，故名。雀榕民間俗稱「蔦榕（松）」，因盛結果實，常引麻雀啄食而得名。

## 歷史
台灣日治初期，蔦松地區為一街庄，稱為「蔦松庄」（舊制街庄），隸屬於永康上中里。該庄昔日西北及東北與三崁店庄為鄰，主體之東南與蜈蜞潭庄為鄰，西南側尖三角形部分之東南邊為埔姜頭庄，尖三角形部分之西北邊及主體之西南邊為鹽行庄。
1901年（日治明治三十四年）11月11日，全台廢縣廳改設二十廳，該庄隸屬於臺南廳。1904年（明治三十七年）3月31日，該庄編入「永內區」，隸屬於臺南廳。1909年（明治四十二年）10月25日，全台合併二十廳為十二廳，永內區仍隸屬於臺南廳。1920年（大正九年）10月1日，全台地方制度大改正，廢十二廳改設五州二廳，該庄改制為「蔦松」大字，隸屬於臺南州新豐郡永康庄（新制街庄）。
戰後永康庄改制為永康鄉，隸屬於臺南縣，大字亦改制為村。1950年（民國39年）10月25日，雲、嘉、南分治，永康鄉仍隸屬於臺南縣。1993年（民國82年）5月1日，永康鄉升格為永康市，村亦改制為里。2010年（民國99年）12月25日，臺南縣、市合併為直轄臺南市，永康市改制為永康區。

## 聚落
本地區發展較早的聚落為蔦松、六甲尾（已消失）、大路甲（已消失），在日治初期的官方地圖上已有記載。

## 交通
台鐵縱貫線是台灣西部南北向鐵路幹線，經過本地區東南部邊界地帶，並設有永康車站。該站屬二等站，停靠部分自強號、莒光號，及全部區間快車、區間車；由此可前往台鐵沿線各站。
國道1號又稱「中山高速公路」，是貫穿台灣西部的兩條縱向高速公路之一，經過本地區主體之中西部及西南側尖三角形部分之中部，並在本地區西部凹入地區邊界外緣的省道台1線交會口設有永康交流道。由此可快速前往國道1號沿線各地。
省道台1線又稱「縱貫公路」，是臺北至楓港的傳統平面幹道，經過本地區蔦松聚落東側及南側。由該道路北行可前往新市區、善化區、官田區、六甲區等地，南行（大方向）經國道1號永康交流道後可前往東區/南區、仁德區、高雄市湖內區、路竹區等地。
市道177號是蔦松至二行的道路，其北側端點（起點）位於本地區東南部邊界地帶中央的省道台1線路口，由此南行可前往仁德區南部，並止於省道台1線另一路口。
區道南142線是三崁店至永康的道路，經過本地區西南端。
區道南143線是烏水橋至永康的道路，其北側端點（起點）位於本地區東南部邊界地帶偏東的省道台1線路口。
區道南146線是蔦松至三崁店的道路，其南側端點（起點）位於本地區東南部邊界地帶中央略偏東的省道台1線路口，由此向西北會經過本地區的蔦松聚落。